# Hospitalisme
Hospitalisme is een vorm van sociale onderstimulering van zorgbehoeftige mensen in instellingen zoals ziekenhuizen, psychiatrische klinieken of instellingen voor jeugdzorg.
Het kenmerkt zich door gedragsveranderingen bij de zorgvrager. Mogelijke gedragsveranderingen zijn: contactarmoede, verarming van interesse, toenemende afhankelijkheid, verlies van inzicht in de eigen sociale rol, regressie, depressiviteit en apathie met mogelijk de dood tot gevolg.

## Historie
In 1952, na een film van René Spitz met de titel Psychogenic disease in infancy in publicatie kwam welke grote invloed bleek te hebben op de manier waarop de publieke opinie aankeek tegen zorg voor kinderen in instellingen, kwam de term hospitalisme in zwang. Deze beschreef het effect dat het gebrek aan sociale stimuli en affectie had op jonge kinderen welke wel door de moeder waren opgevoed in de eerste levensmaanden, maar daarna langdurig gescheiden leefde in instellingen van deze liefhebbende persoon zonder dat zich hiervoor een alternatief aanbood.
Op grond van steriliteit verbood het ziekenhuisbeleid doorgaans bezoeken van ouders wanneer het kind ziek was, en het was niet ongebruikelijk dat kleuters en jonge kinderen langer dan een jaar in een ziekenhuis verbleven zonder ooit hun ouders te zien. Het was ook arbeidsbesparend om contact tussen begeleiders en baby's tot een minimum te beperken. Weinigen stelden vragen bij dit beleid of er iets mis was met het proces tot de jaren 1930. Het duurde tientallen jaren voordat dit onderzoek de instellingen doordrong en de films van Rene Spitz waren cruciaal voor deze inspanning.
In 1928 was Arnold Gesell, een prominente ontwikkelingspsycholoog bij Yale, ervan overtuigd dat kinderen zullen zijn wat ze zullen zijn, ongeacht hoe ze worden opgevoed. Ondertussen adviseerde gedragsdeskundige John B. Watson, ook bij Yale, ouders nooit hun kinderen te knuffelen of te kussen.
Ziekenhuisbeheerders en personeel verbood nog steeds regelmatig bezoeken van ouders toen deze film werd gemaakt. Ze waren te storend. Rustige (eigenlijk depressieve) kinderen waren gemakkelijker te verzorgen. Eén verpleegster zou later toegeven dat ze meegingen met het beleid om geen ouders toe te laten omdat ze zich schaamde om hen de slechte zorgen te laten zien. Dit alles was echt en doordringend. Er was geen tekort aan onderwerpen voor studie.
Het leidde in 1953 tot de verdere aanscherping en publicatie van de aanhankelijkheidstheorie van Bowlby in een rapport geschreven voor de WHO . Dit werd in 1965 ook ondersteund door het onderzoek van de Amerikaanse dierpsycholoog Harry Harlow die jonge resusapen liet kiezen uit een voedende ijzerdraadmoeder en een niet-voedende badstofmoeder. Zij brachten de meeste tijd door bij de zachte badstofmoeder. Door die nabijheid voelt het kind zich veilig en kan het zijn omgeving gaan exploreren. Bowlby concludeerde dat een langdurig afwezige band tussen moeder en kind in de eerste drie levensjaren leidt tot een onomkeerbaar negatief effect op de geestelijke gezondheid van het kind.

### Kritiek
Na hevige kritiek van onder andere Jan Hendrik van den Berg - de onderzochte kinderen waren niet alleen gescheiden van hun moeders, maar er speelden vele andere factoren een rol - gebruikte Bowlby ook observaties en overwegingen uit de cognitieve ontwikkelingstheorie, regelsysteemtheorie en vooral de ethologie (onder andere het werk van Niko Tinbergen en Konrad Lorenz). Zijn hoofdconclusie blijft wel staan. Bowlby erkende overigens dat ook andere opvoeders konden voorzien in een "moederlijke" zorg, hetgeen later werd bevestigd door andere onderzoekers. Bowlby's studente Mary Ainsworth ontwikkelde in de jaren 60 de vreemdesituatietest om diverse hechtingstypen van kinderen vast te stellen.
Bowlby's hechtingstheorie heeft geleerd dat het verstandig is om huilende baby's niet te laten huilen, maar te troosten. Door te huilen laten ze immers merken dat ze behoefte hebben aan de nabijheid van hun verzorgers. In de kinderopvang is de affectieve relatie tussen leidster en kind een essentieel aandachtspunt geworden. Ook verklaart de theorie dat ondervoede of mishandelde kinderen toch loyaal aan hun ouders blijven. Ze zijn namelijk wel aan hen gehecht, hoewel in het geval van mishandelde kinderen meestal niet veilig gehecht..

## Latere inzichten
In navolging van het in de jaren zeventig geponeerde argument dat gehechtheid niet als een eigenschap (blijvende eigenschap van het individu) moet worden gezien, maar in plaats daarvan moet worden beschouwd als een organisatieprincipe met verschillende gedragingen die het gevolg zijn van contextuele factoren, later onderzoek gekeken naar cross-culturele verschillen in hechting, en concludeerde dat er een herevaluatie moest zijn van de aanname dat gehechtheid identiek tot expressie wordt gebracht bij alle mensen. Verschillende studies leken te tonen culturele verschillen, maar een onderzoek uit 2007 uitgevoerd in Sapporo in Japan vond hechtingsverdelingen die in overeenstemming waren met wereldwijde normen met behulp van het zes jaar durende Main & Cassidy scoresysteem voor gehechtheidsclassificatie.

## Huidige situatie
Op dit moment is de term hospitalisme veel breder getrokken. Niet alleen kinderen van jonge leeftijd kunnen er aan leiden. 
Heden ten dage wordt onder hospitalisme verstaan de psychosociale schade ten gevolge van langdurig verblijf in een ziekenhuis of zorginstelling.
Het drukt zich uit in gedragsveranderingen bij de zorgvrager. Mogelijke gedragsveranderingen zijn: contactarmoede, verarming van interesse, toenemende afhankelijkheid, verlies van inzicht in de eigen sociale rol, regressie, depressiviteit en apathie met mogelijk de dood tot gevolg .

### PICS
Een specifieke vorm van hospitalisme is het Post Intensieve Zorg Syndroom. Dit is vrij specifiek voor mensen die de behandeling op een afdeling intensieve zorgen hebben overleeft, maar hier nog langdurig last hebben van gevolgen van deze opname. Deze term werd pas officieel geïntroduceerd in 2010.

## Verdere informatie

### Boeken
- Spitz, R.A. (1957). No and yes : on the genesis of human communication. New York : International Universities Press.
- Spitz, R.A. (1965). The first year of life : a psychoanalytic study of normal and deviant development of object relations. New York : International Universities Press.

### Artikelen
- Spitz, R.A. (1945). Hospitalism—An Inquiry Into the Genesis of Psychiatric Conditions in Early Childhood. Psychoanalytic Study of the Child, 1, 53-74.
- Spitz, R.A. (1951). The Psychogenic Diseases in Infancy—An Attempt at their Etiologic Classification. Psychoanalytic Study of the Child, 6, 255-275.
- Spitz, R.A. (1964). The derailment of dialogue: Stimulus overload, action cycles, and the completion gradient. Journal-of-the-American-Psychoanalytic-Association, 12, 752-774.

### Films
- Spitz, R.A. (1952): Psychogenic Disease in Infancy full 19 minute movie
- John Bowlby: Attachment Theory Across Generations is een 4 minuten durende clip van de documentaire welke voornamelijk door hoger onderwijs wordt gebruikt. (helaas staat Wikipedia een rechtstreekse link naar deze YouTube film niet toe).